# توماس وود (لاعب كريكت)
توماس وود (2 يونيو 1861 في المملكة المتحدة - 15 مارس 1933 في جنوب أفريقيا) (بالإنجليزية: Thomas Wood)‏ هو لاعب كريكت بريطاني وبريطاني (وحمل سابقاً جنسية المملكة المتحدة لبريطانيا العظمى وأيرلندا). لعب مع نادي مقاطعة سومرست للكريكت ‏.